# Torneo de Candidatas 1986
El Torneo de Candidatas de 1986 fue un torneo de ajedrez de para decidir la retadora para el Campeonato Mundial Femenino de Ajedrez de 1986.

## Participantes
| Título                      | Jugadora               | Método de Clasificación                  | Notas                                                                             |
| Torneo de Candidatas        | Torneo de Candidatas   | Torneo de Candidatas                     | Torneo de Candidatas                                                              |
| --------------------------- | ---------------------- | ---------------------------------------- | --------------------------------------------------------------------------------- |
| WGM                         | Irina Levitina         | Perdedora del Campeonato Mundial de 1984 |                                                                                   |
| WIM                         | Lidia Semenova         | Finalista del Torneo de Candidatas 1983  |                                                                                   |
| Interzonal de La Habana     |                        |                                          |                                                                                   |
| WGM                         | Nana Alexandria        | Semifinal de 1983                        |                                                                                   |
| WGM                         | Nana Ioseliani         | Semifinal de 1983                        |                                                                                   |
| WGM                         | Tatiana Lemachko       | Cuartos de final de 1983                 |                                                                                   |
|                             | Susan Walker           | Zonal Europeo 1A (Reino Unido            |                                                                                   |
| WIM                         | Stepanka Vokralova     | Zonal Europeo 2A (Europa Central)        |                                                                                   |
| WGM                         | Pia Cramling           | Zonal Europeo 2B (Nórdico)               |                                                                                   |
| WGM                         | Zsuzsa Verõci          | Zonal Europeo 3 (Europa del Este)        |                                                                                   |
| WIM                         | Daniela Nuțu           | Zonal Europeo 3 (Europa del Este)        |                                                                                   |
| WIM                         | Małgorzata Wiese       | Zonal Europeo 3 (Europa del Este)        |                                                                                   |
| WGM                         | Elena Akhmilovskaya    | Zonal Soviético                          |                                                                                   |
|                             | Gulnar Sakhatova       | Zonal Soviético                          |                                                                                   |
| WIM                         | Diane Savereide        | Zonal EE.UU.                             |                                                                                   |
| WIM                         | Rachel Crotto          | Zonal EE.UU.                             |                                                                                   |
| WIM                         | Asela de Armas Pérez   | Zonal Centroamérica                      |                                                                                   |
| WFM                         | Zirka Frómeta Castillo | Zonal Centroamérica                      |                                                                                   |
|                             | Joara Chaves           | Zonal Sudamérica                         |                                                                                   |
| WIM                         | An Yanfeng             | Zonal Asia del Este                      |                                                                                   |
| WGM                         | Teresa Stadler         | Zonal Mediterráneo (Balcanes)            |                                                                                   |
| WIM                         | Zorica Nikolin         | Zonal Mediterráneo (Balcanes)            |                                                                                   |
| WIM                         | Nava Shterenberg       | Zonal Canadiense                         | Originalmente clasificada para el Interzonal de Zheleznovodsk, reemplazó a Crotto |
|                             | Ivona Jezieska         | Zonal EE.UU.                             |                                                                                   |
| Interzonal de Zheleznovodsk |                        |                                          |                                                                                   |
| WIM                         | Liu Shilan             | Cuartos de final de 1983                 |                                                                                   |
| WIM                         | Margareta Mureșan      | Cuartos de final de 1983                 |                                                                                   |
| WGM                         | Nona Gaprindashvili    | Cuartos de final de 1983                 |                                                                                   |
|                             | Julia Lebel-Arias      | Zonal Europeo 1B (Atlántico)             |                                                                                   |
| WIM                         | Pepita Ferrer Lucas    | Zonal Europeo 1C (Europa del Sur)        |                                                                                   |
| WIM                         | Lena Glaz              | Zonal Europeo 2A (Europa Central)        |                                                                                   |
|                             | Nina Høiberg           | Zonal Europeo 2B (Nórdico)               |                                                                                   |
| WIM                         | Agnieszka Brustman     | Zonal Europeo 3 (Europa del Este)        |                                                                                   |
| WGM                         | Mária Ivánka           | Zonal Europeo 3 (Europa del Este)        |                                                                                   |
| WGM                         | Marta Litynskaya-Shul  | Zonal Soviético                          |                                                                                   |
| WGM                         | Nino Gurieli           | Zonal Soviético                          |                                                                                   |
|                             | Svetlana Matveeva      | Zonal Soviético                          |                                                                                   |
| WIM                         | Giovanna Arbunic       | Zonal Sudamérica                         |                                                                                   |
| WIM                         | Rohini Khadilkar       | Zonal Asia del Oeste                     |                                                                                   |
|                             | Wu Mingqian            | Zonal Asia del Este                      |                                                                                   |
| WIM                         | Gordana Markovic       | Zonal Mediterráneo (Balcanes)            |                                                                                   |

## Interzonales
Los Interzonales se disputaron en las ciudades de La Habana y Zheleznovodsk entre junio y julio de 1985. Se disputaron mediante un sistema de todas contra todas donde las tres primeras clasificarían al torneo de candidatas. En caso de empate, se jugaría un desempate entre las jugadoras empatadas.
| pos.    | Nombre                  | Elo  | 1 | 2 | 3 | 4 | 5 | 6 | 7 | 8 | 9 | 10 | 11 | 12 | 13 | 14 | pts |
| ------- | ----------------------- | ---- | - | - | - | - | - | - | - | - | - | -- | -- | -- | -- | -- | --- |
| 1.      | Alexandria, Nana        | 2275 | ● | 1 | ½ | ½ | ½ | ½ | ½ | ½ | 1 | 1  | 1  | 1  | 1  | 1  | 10  |
| 2.      | Akhmilovskaya, Elena    | 2245 | 0 | ● | ½ | ½ | ½ | 1 | 1 | 1 | 1 | ½  | 1  | ½  | 1  | 1  | 9½  |
| 3.-5.   | Cramling, Pia           | 2400 | ½ | ½ | ● | ½ | 1 | 0 | 1 | ½ | 1 | ½  | 1  | 1  | 1  | 0  | 8½  |
| 3.-5.   | Ioseliani, Nana         | 2275 | ½ | ½ | ½ | ● | 1 | ½ | 0 | 0 | 1 | 1  | 1  | 1  | ½  | 1  | 8½  |
| 3.-5.   | Nuțu, Daniela           | 2155 | ½ | ½ | 0 | 0 | ● | ½ | 1 | 1 | 1 | 1  | 0  | 1  | 1  | 1  | 8½  |
| 6.-7.   | Verőci-Petronić, Zsuzsa | 2280 | ½ | 0 | 1 | ½ | ½ | ● | ½ | 1 | ½ | ½  | 0  | ½  | ½  | 1  | 7   |
| 6.-7.   | Sakhatova, Gulnar       | 2070 | ½ | 0 | 0 | 1 | 0 | ½ | ● | ½ | 0 | 1  | 1  | ½  | 1  | 1  | 7   |
| 8.-9.   | Walker, Susan           | 2010 | ½ | 0 | ½ | 1 | 0 | 0 | ½ | ● | ½ | 1  | 0  | 1  | 1  | ½  | 6½  |
| 8.-9.   | An Yangfeng             | 2050 | 0 | 0 | 0 | 0 | 0 | ½ | 1 | ½ | ● | 1  | 1  | ½  | 1  | 1  | 6½  |
| 10.     | Savereide, Diane        | 2185 | 0 | ½ | ½ | 0 | 0 | ½ | 0 | 0 | 0 | ●  | 1  | 1  | 1  | 1  | 5½  |
| 11.-12. | Frómeta Castillo, Zirka | 2090 | 0 | 0 | 0 | 0 | 1 | 1 | 0 | 1 | 0 | 0  | ●  | 0  | ½  | ½  | 4   |
| 11.-12. | De Armas Pérez, Asela   | 2050 | 0 | ½ | 0 | 0 | 0 | ½ | ½ | 0 | ½ | 0  | 1  | ●  | ½  | ½  | 4   |
| 13.     | Shterenberg, Nava       | 2135 | 0 | 0 | 0 | ½ | 0 | ½ | 0 | 0 | 0 | 0  | ½  | ½  | ●  | 1  | 3   |
| 14.     | Vokralova, Stepanka     | 2175 | 0 | 0 | 1 | 0 | 0 | 0 | 0 | ½ | 0 | 0  | ½  | ½  | 0  | ●  | 2½  |

Pia Cramling ganó el desempate obteniento 5½/8
| pos.    | Nombre                   | Elo  | 1 | 2 | 3 | 4 | 5 | 6 | 7 | 8 | 9 | 10 | 11 | 12 | 13 | 14 | 15 | 16 | pts |
| ------- | ------------------------ | ---- | - | - | - | - | - | - | - | - | - | -- | -- | -- | -- | -- | -- | -- | --- |
| 1.      | Litinskaya, Marta        | 2210 | ● | 1 | 0 | 1 | 1 | ½ | ½ | ½ | 1 | ½  | 1  | ½  | 1  | ½  | 1  | 1  | 11  |
| 2.      | Wu Mingqian              | 2075 | 0 | ● | ½ | 1 | 1 | 1 | 1 | 0 | 0 | ½  | 1  | 1  | ½  | 1  | 1  | 1  | 10½ |
| 3.-4.   | Brustman, Agnieszka      | 2175 | 1 | ½ | ● | 0 | ½ | 0 | 1 | ½ | 1 | 0  | 1  | 1  | 1  | ½  | 1  | 1  | 10  |
| 3.-4.   | Zaitseva, Ludmila        | 2165 | 0 | 0 | 1 | ● | ½ | ½ | ½ | ½ | 1 | 1  | 0  | 1  | 1  | 1  | 1  | 1  | 10  |
| 5.-6.   | Matveeva, Svetlana       | 2125 | 0 | 0 | ½ | ½ | ● | 1 | 1 | ½ | 1 | ½  | 1  | ½  | ½  | 1  | ½  | 1  | 9½  |
| 5.-6.   | Gaprindashvili, Nona     | 2325 | ½ | 0 | 1 | ½ | 0 | ● | 0 | 1 | 1 | 1  | ½  | 1  | ½  | ½  | 1  | 1  | 9½  |
| 7.      | Gurieli, Nino            | 2275 | ½ | 0 | 0 | ½ | 0 | 1 | ● | ½ | 0 | ½  | 1  | 1  | 1  | 1  | 1  | 1  | 9   |
| 8.      | Mureșan, Margareta       | 2185 | ½ | 1 | ½ | ½ | ½ | 0 | ½ | ● | 0 | 1  | 0  | ½  | 1  | 1  | ½  | ½  | 8   |
| 9.      | Høiberg, Nina            | 2145 | 0 | 1 | 0 | 0 | 0 | 0 | 1 | 1 | ● | 0  | 0  | ½  | 1  | 1  | 1  | 1  | 7½  |
| 10.-11. | Glaz, Lena               | 2100 | ½ | ½ | 1 | 0 | ½ | 0 | ½ | 0 | 1 | ●  | 0  | 0  | 1  | ½  | 1  | ½  | 7   |
| 10.-11. | Arbunic Castro, Giovanna | 2060 | 0 | 0 | 0 | 1 | 0 | ½ | 0 | 1 | 1 | 1  | ●  | ½  | 1  | 0  | ½  | ½  | 7   |
| 12.     | Ivánka, Mária            | 2200 | ½ | 0 | 0 | 0 | ½ | 0 | 0 | ½ | ½ | 1  | ½  | ●  | 0  | 0  | 1  | 1  | 5½  |
| 13.     | Khadilkar, Rohini        | 2165 | 0 | ½ | 0 | 0 | ½ | ½ | 0 | 0 | 0 | 0  | 0  | 1  | ●  | 1  | 1  | ½  | 5   |
| 14.     | Liu Shilan               | 2160 | ½ | 0 | ½ | 0 | 0 | ½ | 0 | 0 | 0 | ½  | 1  | 1  | 0  | ●  | 0  | ½  | 4½  |
| 15.-16. | Lebel-Arias, Julia       | 1970 | 0 | 0 | 0 | 0 | ½ | 0 | 0 | ½ | 0 | 0  | ½  | 0  | 0  | 1  | ●  | ½  | 3   |
| 15.-16. | Ferrer Lucas, Pepita     | 2050 | 0 | 0 | 0 | 0 | 0 | 0 | 0 | ½ | 0 | ½  | ½  | 0  | ½  | ½  | ½  | ●  | 3   |

Brustman empató 3-3 en su partida de desempate, por lo que avanzó por tener mejor Sonneborn–Berger

## Torneo de Candidatas
El torneo de candidatas se disputó mediante un todos contra todos en la ciudad de Malmö entre el 1 y el 23 de febrero de 1986. La vencedora obtendría el derecho de retar a Maia Chiburdanidze por el título mundial.
| pos.  | Nombre               | Elo  | 1  | 2 | 3  | 4  | 5  | 6  | 7  | 8  | pts |
| ----- | -------------------- | ---- | -- | - | -- | -- | -- | -- | -- | -- | --- |
| 1.    | Akhmilovskaya, Elena | 2305 | ●  | ½ | ½  | 1½ | 1½ | 1½ | 2  | 2  | 9½  |
| 2.    | Alexandria, Nana     | 2310 | 1½ | ● | 1  | 1  | 1  | 1½ | 1  | 2  | 9   |
| 3.    | Litinskaya, Marta    | 2275 | 1½ | 1 | ●  | 1  | 1  | 1  | ½  | 2  | 8   |
| 4.-5. | Cramling, Pia        | 2400 | ½  | 1 | 1  | ●  | 2  | ½  | 1½ | ½  | 7   |
| 4.-5. | Semenova, Lidia      | 2260 | ½  | 1 | 1  | 0  | ●  | 1½ | 1½ | 1½ | 7   |
| 6.    | Brustman, Agnieszka  | 2220 | ½  | ½ | 1  | 1½ | ½  | ●  | 1  | 1½ | 6½  |
| 7.    | Levitina, Irina      | 2340 | 0  | 1 | 1½ | ½  | ½  | 1  | ●  | 1½ | 6   |
| 8.    | Wu Mingqian          | 2145 | 0  | 0 | 0  | 1½ | ½  | ½  | ½  | ●  | 3   |